# Aéroport de Samsun-Çarşamba
L'aéroport de Samsun-Çarşamba (code IATA : SZF • code OACI : LTFH), est un aéroport situé à Samsun, au Turquie.

## Compagnies aériennes et destinations
| Compagnies        | Destinations |
| ----------------- | --- |
| AJet              | Ankara Esenboğa, Istanbul-S. Gökçen |
| Corendon Airlines | En saison: Düsseldorf, Hanovre |
| Eurowings         | En saison: Düsseldorf |
| Fly Baghdad       | En saison: Bagdad |
| Iraqi Airways     | Bagdad |
| Pegasus Airlines  | Istanbul-S. Gökçen, Izmir-A. Menderes En saison: Düsseldorf |
| SunExpress        | Antalya, Düsseldorf, Izmir-A. Menderes En saison: Berlin-Brandebourg, Francfort, Hanovre, Stuttgart, Vienne-Schwechat                                          |
| Turkish Airlines  | Istanbul En saison: - Berlin-Brandebourg, - Cologne/Bonn-K. Adenauer, - Hambourg-H.-Schmidt, - Hanovre, - Munich-F. J. Strauß, - Stuttgart, - Vienne-Schwechat |
| UR Airlines       | Bagdad |

Edité le 1/06/2023
| Adana Ankara Antalya Antioche Bodrum-Milas Dalaman Denizli Elâzığ Istanbul Sabiha-Gökçen Izmir Trabzon / Trébizonde Gaziantep Diyarbakır Kayseri Samsun Van Erzurum Konya Gazipaşa Malatya |

| Adana Ankara Antalya Antioche Bodrum-Milas Dalaman Denizli Elâzığ Istanbul Sabiha-Gökçen Izmir Trabzon / Trébizonde Gaziantep Diyarbakır Kayseri Samsun Van Erzurum Konya Gazipaşa Malatya |